# Сэндай Тосёгу
Сэндай Тосёгу (яп. 仙台東照宮) — японский синтоистский храм, основанный вторым даймё Сэндайского княжества Датэ Тадамунэ, расположенный в городе Сэндай.

## История
Строительство храма началось в августе 1649 года и было завершено в марте 1654 года. Храм служил святилищем членов клана Датэ в период Эдо и был посвящён сёгуну Токугава Иэясу.
Некоторые сооружения храма, возведённые в 1654 году, являются важным культурным достоянием, в том числе: главное святилище, китайские ворота, тории. На территории, окружающей храм, растут старые кедры и вишневые деревья.
После падения сёгуната Токугава в 1868 году новое правительство Мэйдзи первоначально закрыло храм. Вскоре он был вновь открыт из-за требований местных жителей.
В соответствии с государственной системой категоризации синтоистских святилищ, храм Сэндай Тосёгу имел статус «храма уезда» (1879—1916), и статус «храма префектуры» (1916—1946).

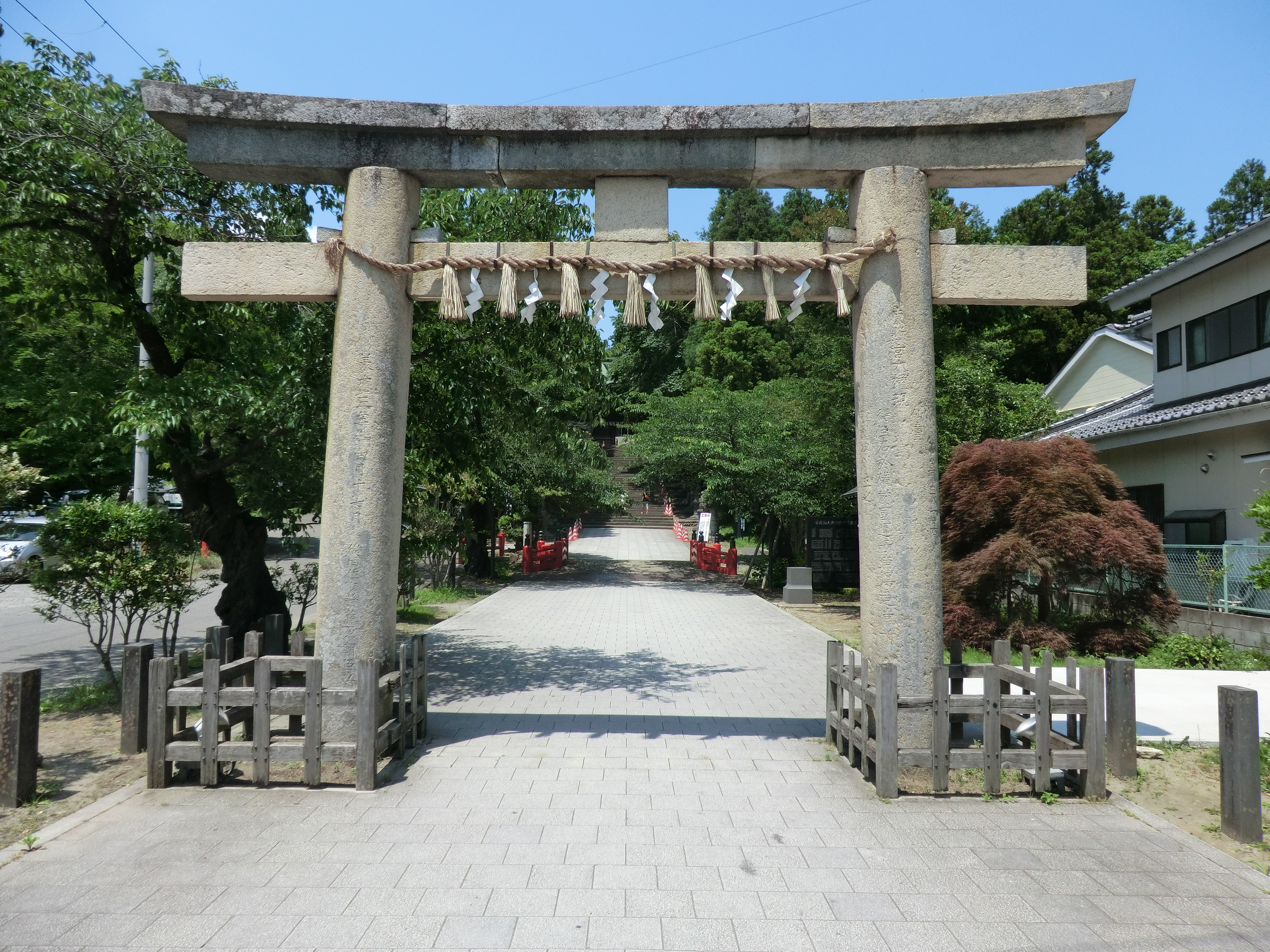
Ритуальные тории
«Китайские ворота»